# قرمسه
قرمسه، روستایی در دهستان جعفربای غربی بخش مرکزی شهرستان گمیشان استان گلستان ایران است.
قرمسه حاجی شخصی متمول و سخاوتمند بوده و در ناحیه حسنقلی در ترکمنستان کنونی زندگی می‌کرده‌است که پس از اشغال روس‌ها بر مناطق ترکمن‌نشین آسیای میانه به منطقه کنونی که بنام ایشان قرمسه نام گرفته مهاجرت کرده و سکنی گزیده‌است و با گذشت زمان افراد بیشتری به این منطقه مهاجرت کرده و روستای کنونی شکل گرفته‌است، ایشان چهار فرزند پسر و یک دختر داشتند که یکی از فرزندان پسر ایشان در ترکمنستان مانده و بقیه به همراه پدر به ایران مهاجرت کرده بودند.

## جمعیت
بر پایه سرشماری عمومی نفوس و مسکن در سال ۱۳۹۵ جمعیت این مکان ۳۲۵ نفر (۸۹خانوار) بوده‌است.